# Клара Гітлер
Кла́ра Гі́тлер (нім. Klara Hitler), до шлюбу Пельцль (нім. Klara Pölzl) 12 серпня 1860, Вайтра, Австрійська імперія — † 21 грудня 1907, Лінц, Австро-Угорщина) — дружина Алоїса Гітлера, мати Адольфа Гітлера.

## Біографія
Народилася в селянській родині Йоганна Баптіста Пельцля (Johann Baptist Pölzl) і Йоганни Гюттлер (Johanna Hüttler). Після школи Клара в 13 років влаштувалася до Алоїса Гітлера, свого дядька, служницею. Нині достовірно встановлено, що дід Клари (батько її матері) одночасно був батьком Алоїса. Тобто мати Клари була Алоїсу рідною сестрою.
1880 року за наполяганням другої дружини Алоїса Франциски змушена була повернутися додому до матері.
1885 року, після смерті другої дружини Алоїса Гітлера, Клара і Алоїс одружилися. Дозвіл на одруження було отримано із Риму, оскільки католицьке єпископство в Лінці не дало дозволу через близькі родинні зв'язки.
Алоїс був на 23 роки старший за Клару, а Клара на момент одруження уже була вагітна, тому що ще до смерті Франциски знову з'явилася в домі Алоїса як служниця.
Свої обов'язки по дому Клара виконувала непомітно і добросовісно, вона регулярно відвідувала церкву і навіть після одруження так і не змогла повністю подолати колишній статус служниці.

## Діти
Клара народила шістьох дітей:
- Густав Гітлер (10 травня 1885 — 8 грудня 1887). Народився через 280 днів після смерті другої дружини Алоїса.
- Іда Гітлер (23 вересня 1886 — 2 січня 1888). Померла від дифтерії через 25 днів після смерті брата Густава.
- Отто Гітлер (1887—1887) — помер невдовзі після народження.
- Адольф Гітлер (20 квітня 1889 — 30 квітня 1945).
- Едмунд Гітлер (24 березня 1894 — 28 лютого 1900). Помер від віспи.
- Паула Гітлер (21 січня 1896 — 1 червня 1960).

## Смерть

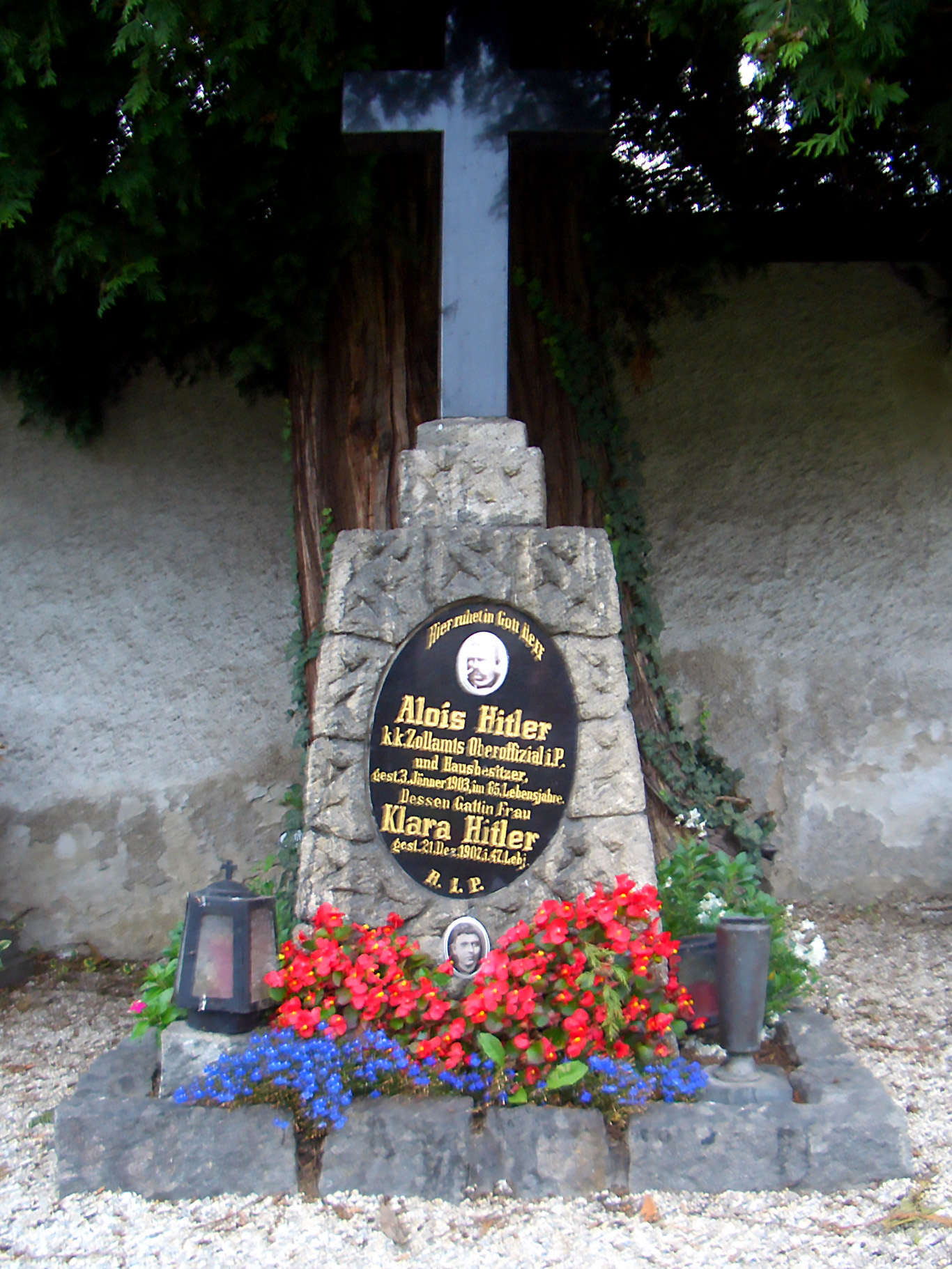
Вигляд могили Алоїса і Клари Гітлер в 2009 р. (до 28.03.2012)

Після смерті чоловіка в 1903 році Клара з дітьми переїхала до Лінца. В 1907 році Кларі був поставлений діагноз рак молочної залози, після чого вона лягла в лікарню «Die Barmherzigen Schwestern» («Милосердні сестри») в місті Лінц.
18 січня 1907 року перенесла важку операцію, що тривала годину.
Через 11 місяців (21 грудня 1907 року о 2:00 ранку) вона померла. Похована разом з чоловіком на цвинтарі біля Собору Святого Михаїла в Леондінзі, у передмісті Лінца.
28 березня 2012 австрійська влада знесла пам'ятник з могили батьків А. Гітлера.